# Enoxaparina sódica
La enoxaparina sódica es un derivado de bajo peso molecular de la heparina (HBPM) empleado como medicamento anticoagulante por su acción inhibidora del factor Xa en la cascada de la coagulación. Se utiliza para el tratamiento y la profilaxis de la trombosis venosa profunda (TVP) y la embolia pulmonar, en especial durante el embarazo y tras determinados tipos de cirugía. También se utiliza en pacientes con síndrome coronario agudo e infarto de miocardio. Se administra fundamentalmente mediante inyección subcutánea o por vía intravenosa.

## Historia
La enoxaparina fue desarrollada por el laboratorio francés Sanofi® en el año 1981, buscando mejorar las propiedades farmacocinéticas de la heparina. La enoxaparina tiene buena  biodisponibilidad y una vida media más prolongada que permitieran una administración más conveniente y un perfil de seguridad más predecible en comparación con la heparina no fraccionada. El proceso de creación de la enoxaparina implicó modificaciones de la estructura de la heparina para obtener un peso molecular más bajo. Estas modificaciones incluyeron la eliminación de cadenas polisacáridas más grandes y la retención de los fragmentos más pequeños con actividad anticoagulante.

## Farmacocinética
Vías de administración: Para la mayoría de las indicaciones es administrada por inyección profunda subcutánea, aunque en ciertas situaciones también se administran dosis únicas por inyección intravenosa directa (STEMI y NSTE-ACS). No se debe administrar por vía intramuscular, ni mezclar con otras inyecciones o infusiones.
Absorción: Se absorbe de forma lineal y casi completamente después de una inyección subcutánea, teniendo una biodisponibilidad estimada del 92-100%, alcanzando su actividad máxima en plasma en un tiempo estimado de 1-5 horas.
Distribución Aproximadamente 4,3 L (basado en la actividad anti-factor Xa). Pequeñas cantidades han sido halladas en leche materna, sin embargo, dada su baja biodisponibilidad oral es poco probable que cause eventos adversos durante la lactancia.
Metabolismo: Principalmente en el hígado (CYP450), a través de la desulfatación y/o despolimerización, en metabolitos menos activos.
Excreción: El 40% de la dosis se excreta en la orina, alcanzando una depuración total de 26 mL/min, la vida media es entre 4-5 horas, si bien su actividad anti-factor Xa puede persistir 12-24 horas, cuando es administrada en dosis de 40 mg.
Dosis:
- En la profilaxis de la tromboembolia venosa durante procedimientos quirúrgicos, la enoxaparina se administra por inyección subcutánea; el tratamiento generalmente se continúa durante 7 a 10 días o hasta que el paciente sea ambulante.[5]

- A los pacientes con riesgo bajo a moderado se les administra 20 mg (2000 unidades) una vez al día, con la primera dosis aproximadamente 2 horas antes de la cirugía.

- En pacientes con alto riesgo, como aquellos sometidos a cirugía ortopédica, la dosis debe aumentarse a 40 mg (4000 unidades) una vez al día, con la dosis inicial administrada aproximadamente 12 horas antes del procedimiento. Alternativamente, se puede administrar una dosis de 30 mg (3000 unidades) subcutáneamente dos veces al día, comenzando dentro de las 12 a 24 horas posteriores a la operación. Después de la cirugía de reemplazo de cadera, el sodio de enoxaparina puede continuarse en una dosis de 40 mg (4000 unidades) una vez al día durante otras 3 semanas.

- Para la profilaxis de tromboembolismo en pacientes médicos postrados, la dosis es de 40 mg (4000 unidades) una vez al día durante al menos 6 días; el tratamiento debe continuarse hasta que el paciente sea completamente ambulante, con un máximo de 14 días.

- Para el tratamiento de la trombosis venosa profunda, el sodio de enoxaparina se administra por vía subcutánea[1] en una dosis de 1 mg/kg (100 unidades/kg) cada 12 horas, o 1.5 mg/kg (150 unidades/kg) una vez al día, durante al menos 5 días y hasta que se establezca la anticoagulación oral. (En pacientes embarazadas, se debe utilizar el peso corporal al inicio del embarazo para calcular la dosis).

- Para la prevención de la coagulación en la circulación extracorpórea durante la hemodiálisis, se introduce enoxaparina sódica 1 mg/kg (100 unidades/kg) en la línea arterial del circuito al comienzo de la sesión de diálisis. Se puede administrar una dosis adicional de 0.5 a 1 mg/kg (50 a 100 unidades/kg) si es necesario. La dosis debe reducirse en pacientes con alto riesgo de hemorragia.

- En el manejo de la angina inestable o el infarto de miocardio sin elevación del segmento ST, se administra enoxaparina sódica por vía subcutánea en una dosis de 1 mg/kg (100 unidades/kg) cada 12 horas. El tratamiento generalmente se continúa durante 2 a 8 días.

- En el infarto agudo de miocardio con elevación del segmento ST, la dosis inicial de enoxaparina es de 30 mg (3000 unidades) administrados por vía intravenosa, junto con una dosis subcutánea de 1 mg/kg (100 unidades/kg) administrada al mismo tiempo. Se deben administrar dosis adicionales de 1 mg/kg (100 unidades/kg) por vía subcutánea cada 12 horas durante 8 días o hasta el alta hospitalaria. Las primeras 2 dosis subcutáneas no deben superar los 100 mg (10 000 unidades) cada una. Para los pacientes sometidos a una intervención coronaria percutánea, se debe administrar una dosis adicional intravenosa de 300 microgramos/kg (30 unidades/kg) en el momento del procedimiento si la última dosis subcutánea se administró más de 8 horas antes. Los pacientes de 75 años o más solo deben recibir dosis subcutáneas; la dosis recomendada es de 750 microgramos/kg (75 unidades/kg) cada 12 horas, con un máximo de 75 mg (7500 unidades) para cada una de las primeras 2 dosis.

Preparaciones:
- Inyección (jeringa precargada): 30 mg por 0.3 mL, 40 mg por 0.4 mL, 60 mg por 0.6 mL, 80 mg por 0.8 mL, 100 mg por mL, 120 mg por 0.8 mL, 150 mg por mL
- Inyección (vial): 100 mg/mL, 150 mg/ml

## Farmacodinámica

### Mecanismo de acción

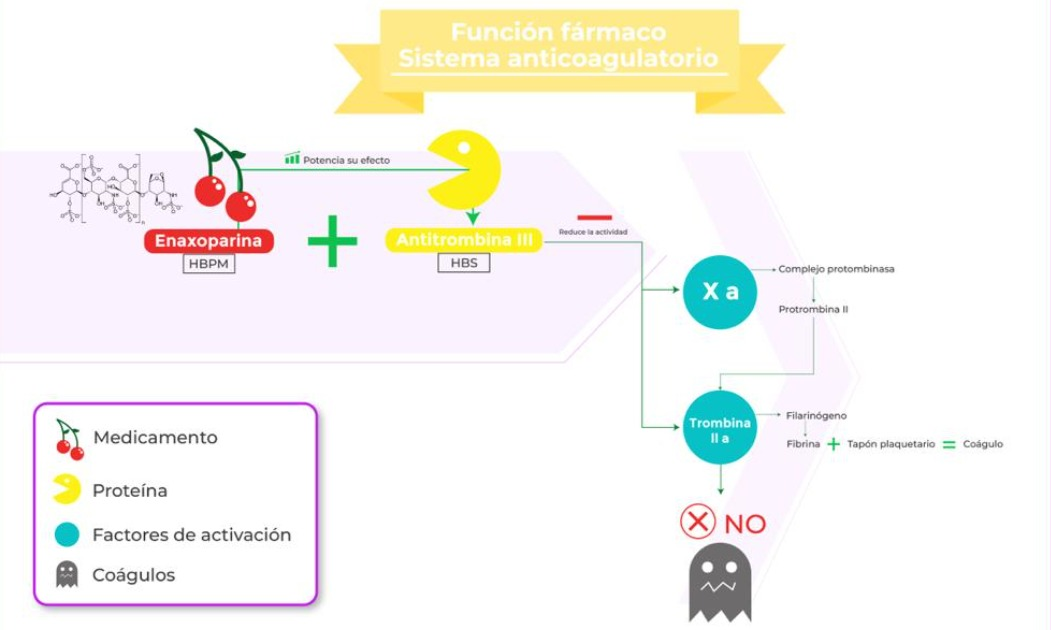
Mecanismo de acción de la enoxaparina

La enoxaparina es un anticoagulante indirecto que se une y potencia la acción del antitrombina III (inhibidor de la serina proteasa) a través de una secuencia pentasacárida específica para formar un complejo que inactiva de forma irreversible el factor Xa.
La principal diferencia entre la heparina no fraccionada y la enoxaparina radica en su capacidad relativa para inhibir la trombina (factor IIa) y el factor Xa. La Heparina de bajo peso molecular (HBPM) tiene una buena actividad contra el factor Xa e inhibe la trombina en menor medida; pero tiene menor actividad contra el factor IIa. La relación de actividad anti-factor Xa frente a actividad anti-factor IIa de las HBPM varía de 2:1 a 4:1.
Uso clínico: La enoxaparina cuenta con la aprobación de la FDA (Administración de Alimentos y Medicamentos de Estados Unidos) para el tratamiento de las siguientes condiciones clínicas: síndromes coronarios agudos, tratamiento y profilaxis de la trombosis venosa profunda (TVP), tratamiento de la embolia pulmonar (EP), tratamiento de la tromboembolia venosa (TEV), profilaxis en diversos escenarios, intervención coronaria percutánea (ICP) y anticoagulación periprocedimental, entre otros.
Factores estimulantes: los niveles / efectos de este medicamento pueden incrementarse por: ASA y derivados, agentes con propiedades antiplaquetarias, Apixaban, Debigatran etixalato, Dasatinib, Ibrutinib, AINES, Omega-3, Pentosan polysulfato de sodio, Pentoxifilina, análogos de prostaciclina, Salicilatos, Sugammadex, agentes trombolíticos, Tibolona, Tirpanavir, vitamina E.
Factores inhibidores: Los niveles / efectos de la Enoxaparin pueden disminuir por uso concomitante de derivados estrogénicos, o progestinas.
Interacciones (interacciones con fármacos e interacciones metabólicas):
Debe utilizarse con precaución junto con anticoagulantes orales o medicamentos que afecten la función plaquetaria, como la aspirina y el dipiridamol. Los AINEs también pueden aumentar el riesgo de hemorragia. Otros medicamentos que afectan el proceso de coagulación y que pueden aumentar el riesgo de hemorragia incluyen los dextranos, enzimas trombolíticas como la estreptoquinasa, altas dosis de penicilinas y algunas cefalosporinas, algunos medios de contraste, asparaginasa y epoprostenol. Las estimaciones del control de anticoagulantes orales pueden verse modificadas por la acción de la heparina sobre la protrombina.
- Inhibidores de la enzima convertidora de angiotensina (riesgo de hipokalemia)
- Alcohol (mayor riesgo de sangrado)
- Tabaco (reduce la vida media y aumenta la eliminación de las heparinas en general)
- Aprotinina
- Glyceryl trinitrate. (disminuye los efectos de la heparina en general)
- Palifermin

En general, las interacciones medicamentosas más relevantes pueden resumirse en:
- Interacciones mayores: Aspirina, Warfarina, Apixaban
- Interacciones menores: Celecoxib, Duloxetina, Omega-3

### Interacciones dietarias
Algunos alimentos y suplementos dietéticos tienen efectos anticoagulante, por lo cual su consumo en grandes cantidades mientras se está medicado con enoxaparina podría aumentar el riesgo de sangrado. Entre estos están:
- Ajo: Su actividad antitrombótica viene dada principalmente por el contenido en ajoeno, que es un potente antiagregante plaquetario que inhibe de forma reversible la agregación de las plaquetas y la liberación de los mediadores que desencadenan la agregación plaquetaria.
- Jengibre: Contiene un ácido natural llamado salicilato. La aspirina (ácido acetilsalicílico) es un derivado sintético del salicilato y un potente diluyente de la sangre.
- Aceite de pescado: Se ha demostrado que el ácido eicosapentaenoico (EPA) y el ácido docosahexaenoico (DHA) pueden ayudar a reducir la agregación plaquetaria. Está presente principalmente en pescados grasos, como el salmón, la caballa y la trucha, y los mariscos, como los mejillones, las ostras y los cangrejos.
- Cúrcuma: El ingrediente activo de la cúrcuma es la curcumina que tiene propiedades antiinflamatorias y anticoagulantes.
- Ginseng / Ginkgo biloba: Se ha demostrado su interacción con los anticoagulantes en general.

Dado el papel crucial de la vitamina K en la coagulación de la sangre, se recomienda que las personas que estén medicadas con Enoxaparina mantengan una ingesta constante de esta vitamina en su dieta, y no hacer variaciones drásticas o repentinas en el consumo de alimentos ricos en vitamina K pues podría verse afectada la eficacia del medicamento. Entre estos alimentos están:
- Vegetales de hojas verdes (col rizada, col de Bruselas, repollo, espinacas, brócoli, lechuga, hojas de nabo, té verde).
- Hígado de res
- Queso
- Aceite de soya
- Lentejas

En algunas partes de Sudamérica y Asia existe un postre popular denominado “gelatina de pata”, preparado a partir de las patas de res o cerdo, aunado a otros ingredientes como la panela. Esta preparación es rica en glucosamina, condroitina, heparán sulfato, y dermatan sulfato, sustancias que disminuyen la capacidad del cuerpo para formar coágulos, especialmente cuando se toman juntas. Este efecto puede verse potenciado aún más en los casos en que se añade panela en la preparación, pues contiene vitamina E que tiene un efecto anticoagulante leve. Así pues, el consumo de este postre podría interaccionar con la medicación de Enoxaparina.

##### Contraindicaciones
- Trombocitopenia inducida por heparina mediada por el sistema inmunitario en los últimos 100 días o asociada con anticuerpos antitrombocitarios circulantes.[11]
- Hipersensibilidad conocida al sodio de enoxaparina (por ejemplo, prurito, urticaria, reacciones anafilácticas/anafilactoides), heparina, productos de cerdo, alcohol bencílico o cualquier ingrediente presente en la formulación[11]
- Hematomas espinales/epidurales: Se ha informado de hematoma epidural o espinal en pacientes que reciben simultáneamente anticoagulantes (por ejemplo, HBPM, heparinoides) y anestesia neuraxial (espinal/epidural) o procedimientos de punción espinal. Estos hematomas han dado lugar a lesiones neurológicas, incluyendo parálisis a largo plazo o permanente.
- No utilice el sodio de enoxaparina de forma intercambiable con otras HBPM (Heparinas de Bajo Peso Molecular) o heparina no fraccionada debido a las diferencias en el proceso de fabricación, distribución del peso molecular, actividades anti-factor Xa y anti-factor IIa, unidades de dosificación y dosis.
- No hay evidencia de teratogenicidad o fetotoxicidad. El Colegio Americano de Obstetras y Ginecólogos (ACOG) considera que el uso de LMWHs es generalmente seguro durante el embarazo (categoría B).

###### Sobredosis
La dosis máxima recomendada puede ser de hasta 1 mg/kg en dosis divididas durante el día, dependiendo de la indicación y del riesgo de sangrado del paciente. El sangrado grave con enoxaparina puede reducirse mediante la inyección intravenosa lenta de sulfato de protamina; se indica que 1 mg de sulfato de protamina inhibe los efectos de aproximadamente 1 mg (100 unidades) de sodio de enoxaparina.

### Antídoto
No se conoce un agente que sea capaz de revertir completamente los efectos de las heparinas de bajo peso molecular. No obstante, el sulfato de protamina puede neutralizar aproximadamente el 60% del efecto del anti-factor Xa. Sin embargo, su efectividad como antídoto es menor en comparación con la heparina no fraccionada.
Presentaciones
- Inyección prellenada: Se presenta en forma de jeringas precargadas que contienen una cantidad específica de enoxaparina. Estas jeringas suelen tener diferentes dosis, como 20 mg, 40 mg, 60 mg, 80 mg, 100 mg, entre otras.[14]

- Ampollas: La enoxaparina también puede encontrarse en forma de ampollas que contienen el medicamento en polvo, el cual se mezcla con una solución antes de administrarse. Al igual que las jeringas precargadas, las ampollas suelen tener diferentes concentraciones y dosis.[15]

| General            | Las reacciones adversas más comunes fueron sangrado, anemia, trombocitopenia, elevación de las aminotransferasas en suero, diarrea y náuseas. |
| ------------------ | --- |
| Cardiovascular     | -Común (1% a 10%): Hemorragia mayor. -Poco común (0.1% a 1%): Fibrilación auricular, insuficiencia cardíaca. -Frecuencia no reportada: Hemorragia. -Informes postcomercialización: Shock, trombosis valvular en pacientes con válvulas cardíacas protésicas.                                                        |
| Hematológico       | -Común (1 % a 10 %): Trombocitopenia, anemia, recuento de plaquetas entre 100 000 y 50 000/mm3. -Poco común (0.1 % a 1 %): Recuento de plaquetas inferior a 50 000/mm. -Frecuencia no reportada: Trombocitosis. -Informes postcomercialización: Anemia hemorrágica, aumento del recuento de plaquetas, eosinofilia. |
| Hepático           | -Común (1% a 10%): Aumento asintomático de ALT (alanina aminotransferasa), aumento asintomático de AST (aspartato aminotransferasa) -Frecuencia no reportada: Aumento de las enzimas hepáticas -Informes postcomercialización: Lesión hepatocelular, lesión hepática colestásica.                                   |
| Gastrointestinal   | -Común (1% a 10%): Náuseas, diarrea -Poco común (0.1% a 1%): Hemorragia retroperitoneal. |
| Local              | -Común (1% a 10%): Hematoma en el sitio de inyección, dolor en el sitio de inyección, otras reacciones en el sitio de inyección -Poco común (0.1% a 1%): Irritación local, necrosis de la piel en el sitio de inyección -Informes postcomercialización: Nódulos en el sitio de inyección.                           |
| Dermatológico      | -Común (1% a 10%): Urticaria, prurito, eritema -Poco común (0.1% a 1%): Dermatitis bullosa -Informes postcomercialización: Vasculitis cutánea, necrosis de la piel, alopecia. |
| Metabólico         | -Común (1% a 10%): Edema periférico, edema -Raro (menos del 0.1%): Hipercalemia -Informes postcomercialización: Hiperlipidemia, hipertrigliceridemia. |
| Inmunológico       | -Común (1% a 10%): Reacción alérgica -Raro (0.01% a 0.1%): Reacción anafiláctica/anafilactoide -Muy raro (menos del 0.01%): Trombocitopenia inmunoalérgica -Informes postcomercialización: Trombocitopenia inmunoalérgica con trombosis.                                                                            |
| Respiratorio       | -Común (1% a 10%): Disnea -Poco común (0.1% a 1%): Edema pulmonar, neumonía |
| Genitourinario     | Poco común (0.1% a 1%): Hematuria |
| Psiquiátrico       | Común (1% a 10%): Confusión |
| Sistema nervioso   | -Poco común (0.1% a 1%): Hemorragia intracraneal -Informes postcomercialización: Dolor de cabeza, hematoma espinal |
| Musculoesquelético | -Informes postcomercialización: Osteoporosis después de un tratamiento prolongado de más de 3 meses |
| Otros              | -Común (1% a 10%): Fiebre |